# Pierrefitte-en-Beauvaisis
Pierrefitte-en-Beauvaisis é uma comuna francesa na região administrativa de Altos da França, no departamento de Oise. Estende-se por uma área de 5,67 km². Em 2010 a comuna tinha 386 habitantes (densidade: 68,1 hab./km²).